# Kemotip
Kemotipi so rastline iste vrste, ki so na pogled enake, razlikujejo pa se po kemični zgradbi. Na to verjetno vpliva geografska lega, sestava tal, podnebje in nadmorska višina. Vsi ti pogoji lahko vplivajo na zgradbo eteričnih olj in drugih snovi v teh rastlinah. 
Nekatere rastline so bolj nagnjene h kemotipom, take so na primer rožmarin, bazilika in timijan. Pri poimenovanju teh rastlin z latinskimi imeni dodamo še ime prevladujoče sestavine v rastlini. Kemotipe označujemo s kratico kt. Na primer timijan, v katerem prevladuje timol, je Thymius vulgaris ct. timol.